# نیل جی گانتر
 نیل جی گانتر (انگلیسی: Neil J. Gunther؛ زاده ۱۵ اوت ۱۹۵۰) یک دانشمند اهل استرالیا است.